# 双葉双一
双葉 双一（ふたば そういち）は、日本の歌手。東京在住。

## 略歴
宮城県東松島市生まれ。幼少より詩作をし、中学時代よりギターを始める。高校進学後は上級生のビジュアル系バンドで一時期エレキギターを担当していた。シューゲイザーに興味を持ち、バンドメンバーを3年間探し続けるも徒労に終わる。同時に大江健三郎やドストエフスキーを読みその作品の節に曲をつけたりする中で、友部正人ベストセレクションを聴き、フォークミュージックにも関心を向ける。
大学進学のため上洛。老舗ライブハウス拾得で毎週開かれる飛び入りライブデーに参加し、15分の持ち時間の中で、主に高田渡や加川良、遠藤賢司の曲をレパートリーとしていた。同期出演者に野村麻紀等がいる。
やがて拾得のマスターに認められ、京都のロックバンド騒音寺等と共演するようになる。尚この時期、オリジナル作品はまだ少なかった。
20世紀最後の大晦日の夜、拾得の年越しライブへ出演。この時、持ち時間を守らなかったため（一説では出演の許可さえ下りていなかった）以後出演禁止となる。
しかし、この夜の彼のステージを目撃していたマスターの息子であるsunzriverが、東京のプロダクションに話を持ちかけ、デビューのきっかけを作った。
2001年、1stアルバム「双葉双一に気をつけて」でデビュー。以後、2002年、「春と乙女」、2003年、「ママレードパイのかわいい食事」をコンスタントに発表するも、2004年、「涙の小鳥」を最後に、突発性難聴及び強迫神経症等による弊害のため5年間の活動休止を余儀なくされる。
2009年、「手に捧げる歌」により活動再開。同アルバム収録曲「イン・ザ・ナイト・マイ・フェスティバル」は11分に及ぶ自伝的大作である。
2012年、「現代の神話I〜modern mystics volume1」、同年12月、Dr.kyOnプロデュースによる「R離棟からの手紙」と、これまでに7枚のフルアルバムを発表している。
京都のボブ・ディランと呼ばれることもある。
映画ドント・ルック・バックでボブ・ディランが電球を持ち歩いたことをまね、高校時代の彼は自転車のサイドミラーを持ち歩いたという。
またこれまで、共犯幻想、続・共犯幻想、人生ゲーム等のバンドを結成したが、いずれも短命に終わっている。

## ディスコグラフィー
■双葉双一に気をつけて 2001年10月5日発売 Oooit records
1.LOVE
2. クリスマスに誕生日
3. 天使とドライブ
4. わたしの人魚姫1
5. タワーホテル
6. 人生やってこい
7. お嬢さん気をつけて
8. 4月下旬並みの陽気
9. お嬢さんよろこんで
■春と乙女 2002年3月22日発売 Oooit records
1. 悪い空想
2. わたしの人魚姫2
3. 悪い意味での個性がいっぱい
4. かわいいあの子
5. 遠くの町
6. 星の上
7. お高くとまった季節
8. 夜の底
9. 春と乙女
10. オートバイ少女
11. ポケットと冷たい手
■ママレードパイのかわいい食事 2003年9月25日発売 Oooit records
1.welcome to my show
2. 体は食卓 頭は雲の上
3. デビリー
4. わたしの人魚姫2
5. ママレードパイのかわいい食事
6. I THINK THAT 以下
7. 5x5のクリスマス
8. 愛の伝染
9. ドラムレディー
10. スモール・スター・クラウド
■涙の小鳥 2004年7月4日発売 Oooit records
1.走るのってすてき
2. アンダースロウ
3. 束の間の二日間
4. 涙の小鳥
5. ベッド上上きげん
6. ワルプルギスの夜
7. あの子がすき
8. 氷の上の乙女
9. スポーツと気晴らし
10. 消極的な仕返し
11. だれでもいいから踊りましょう
12. 8月のほんの少し
13. だれのためのお客さん、さてきみは?
■手に捧げる歌 2009年9月16日発売 Oooit records
1．手に捧げる歌
2．隣人
3．瞬き分の夜
4．岬の上
5．家の中で花火
6．ウルスリ
7．覚醒の歌
8．K.B.M.
9．イン・ザ・ナイト・マイ・フェスティバル
■現代の神話I/modern mystics volume 1 2012年2月15日発売 Oooit records
1.恢復期
2.旅に出なさい
3.マスク
4.霧の中で
5.LEVEL5
6.ローラースケート日和
7.祭りD
8.あそぼうよ
9.冬奏曲
10.懺悔喫茶にて
11.星はただの点
12.イン・ベッド
13.みせろ きみの偏見をみせろ
14.もう少し歌うから
15.あたしのハート
■R離棟からの手紙 2012年12月12日発売 Oooit records
1．R離棟からの手紙
2．びっびっび
3．二段階右折エレジー
4．折々の径影
5．マイフォトグラフ
6．追走曲
7．グッドナイト・ダーリン
8．そいつはいつか化け物になるぞ
9．祭りの花を買いに行く

## オムニバスアルバム
■文芸ミュージシャンの勃興 2002年11月27日発売 ポリスター
収録曲/ワルプルギスの夜
■U.F.O.CLUB TOKYO JAPAN VOL.3 2005年7月20日発売 CAPTIN TRIP RECORDS
収録曲/D♭の題名のない練習曲